# Abdelghani Bousta
Abdelghani Bousta (عبد الغني بوستة), né le 18 février 1949 à Marrakech et mort le 21 septembre 1998 à Paris 12e, est un homme politique et automaticien marocain, opposé au pouvoir monarchique de son pays.
Comme beaucoup de ses compagnons de lutte de l'époque, ses positions démocratiques visant à établir une séparation des pouvoirs et ainsi retirer le pouvoir absolu des mains du roi Hassan II, lui ont valu un exil forcé de plus de vingt ans.
Il citait souvent cette phrase de Max Frisch : « celui qui lutte peut perdre, celui qui renonce à lutter a déjà perdu ».

## Biographie

### 1949-1969: naissance et études
Né le 18 février 1949 d'une famille aisée à Marrakech, Abdelghani Bousta poursuit sa scolarité dans les environs de sa ville natale.
En 1957, à 8 ans, encouragé par son école, il fait son premier discours au lendemain de l'indépendance marocaine. Celui-ci est centré sur l'urgence de l'engagement de tous les Marocains pour la construction d'un Maroc libéré et libre et sur la nécessité d'unir toutes les forces du pays pour y parvenir.
En 1965, à 16 ans, il obtient son baccalauréat scientifique au lycée Ibn Abbad ex Mangin de Marrakech. Il poursuit ses études à l'École Mohammadia d'ingénieurs (EMI) de Rabat. Durant cette période, il participe aux luttes estudiantines et se solidarise avec les différentes grèves universitaires. À 20 ans, il est ingénieur en électronique mais ne peut rejoindre le monde du travail car ses professeurs considèrent qu'il est trop jeune encore pour assurer des responsabilités professionnelles.
Il se rend alors en France, à Grenoble, pour y poursuivre un DEA et une spécialité en automatique industrielle à l'Institut polytechnique de Grenoble (IPG).

### 1969-1973: engagement politique
Arrivé à Grenoble, il rentre dans les rangs de l'Union nationale des forces populaires (UNFP) et milite de manière soutenue au sein du parti et de l'Union nationale des étudiants du Maroc (UNEM).
En 1971, il rejoint la tendance qui a opté pour le choix des armes, dirigé par Mohamed Basri (dit le Fquih).
Diplômé en automatique industrielle et ayant soutenu son travail de recherche, il rentre en 1972 au Maroc où il est nommé, à l'âge de 23 ans, directeur des barrages du Sud marocain.

### 1973: événements du 3 mars et clandestinité
Les événements de mars 1973, organisés en grande partie par Mohamed Basri le pousseront à la clandestinité avant de s'exiler.
Dès le début de l'année 1973 le Maroc, après les deux coups d'État militaires de 1971 et 1972, traverse une période marquée par des actions armées dirigées contre des établissements gouvernementaux dans certaines villes et campagnes.
Au début du mois de mars 1973, des militants de l'UNFP traversent la frontière algéro-marocaine et rejoignent l'Atlas pour mener une action armée  menée par le Tanzim  dans la région de Khénifra, opération connue sous "Affaire de Moulay Bouazza " une action insurrectionnelle d'envergure contre le régime marocain. Ils seront encerclés le 3 mars 1973 par les forces de police. Plusieurs d'entre eux dont Mahmoud Bennouna, Assekour Mohamed, Brahim Tizniti vont périr. D'autres militants risqueront leur vie en tentant de rejoindre l'Algérie.
À la suite de ces événements un grand nombre de militants seront arrêtés et seize d'entre eux, condamnés à mort, furent exécutés le 1er novembre 1973, jour de la fête du sacrifice du mouton. Il s'agit de : Omar Dahkoun, Abdellah Ben Mohamed, Aît Lahcen, Barou M'Barek, Bouchakouk Mohamed, Hassan Idrissi, Moha Nait Berri, Taghjite Lahcen.
De mai 1973 à septembre 1974, Abdelghani Bousta vit dans la clandestinité. Pendant cette période, il comprend l'erreur commise dans l'organisation des évènements de mars 1973. En 1975, il contribuera ensuite, avec ses camarades du Mouvement Option Révolutionnaire, à l'analyse critique de l'UNFP, condamnant sans équivoque ces évènements et leurs responsables : « [...] L'expérience de mars 1973 a contribué à éclaircir les contradictions internes du Parti et à faire apparaître toute sa direction sous son vrai visage : une direction putschiste et aventuriste qui n'hésite pas à sacrifier des dizaines de militants dans une bataille incertaine. »

### 1974-1994: exil à Paris
Abdelghani s'exile à Paris en septembre 1974.
À la suite du congrès constitutif de l'Union socialiste des forces populaires en 1975, il considère que la direction du Parti a fait un pas en arrière : selon lui, il ne s'agissait pas d'un simple changement de nom du parti (USFP au lieu de UNFP) mais d'un reniement de ses choix fondamentaux. Dès lors, avec un certain nombre de militants, il juge nécessaire de fonder un courant de pensée comme alternative politique, condamnant d'une part, les choix et activités populistes et putschistes et d'autre part, les orientations opportunistes et réformistes.

### 1975-1983: le mouvementOption révolutionnaire
Sur ces bases, fut créé, le 1er mai 1975, le mouvement El Ikhtiar Attaouri (Option Révolutionnaire) dont il est un des principaux instigateurs. Ils fondent en 1976 son mensuel en langue arabe (du même nom). Les nombreux articles qu'il rédige contribuent à former un grand nombre de militants dont certains détenus politiques. Il contribue  aux activités du mouvement   de manière constructive, à son orientation, à ses programmes d'activités et à ses différentes prises de position parues dans son mensuel ou dans des brochures diverses (la question du Sahara, l'analyse critique du Mouvement de Libération Nationale et de l'UNFP, entre autres).
En 1977, il fonde avec d'autres, l'association Trois Continents, ouverte à un certain nombre de militants arabes (Syriens, Algériens, Palestiniens…). Dans ce cadre, paraît le premier numéro d'une revue tiers-mondiste qui se voulait fidèle aux options révolutionnaires de Mehdi Ben Barka. Malheureusement, la revue, dès sa première parution, fut sabordée car on lui retira tous les moyens financiers.
Il fonde, alors, le Centre Averroès (Ibn Ruchd) et dirige plusieurs traductions d'ouvrages en langue arabe : Le Commandeur des croyants de J. Watherbury, Le fellah marocain, détenteur du trône de Rémi Leveau, Maroc, Impérialisme et Immigration de A. Baroudi.
Le mouvement Option Révolutionnaire à l'étranger s'étend non seulement en Hollande, Belgique, Espagne, Italie, Allemagne et en France mais aussi en Libye et en Algérie. Les rencontres sont de véritables confrontations idéologiques et politiques. Des programmes d'action sont élaborés et mis en œuvre pour condamner le régime marocain et sa politique, et pour développer des liens militants avec les différents courants de la gauche marocaine. Parallèlement, les contradictions avec Mohamed Basri s'accentuent.
Le 30 mars 1982, le mouvement Option Révolutionnaire a déclaré publiquement que toutes les positions politiques prises par Mohamed Basri au niveau national comme international n'engageaient en rien ce mouvement. Celles-ci étaient en contradiction avec son orientation. Face à la persistance de ce dernier dans ses déclarations, le mouvement publia, le 2 février 1983 un communiqué clarifiant la rupture de ses relations avec lui.
En 1983, la revue Alikhtiar Attaouri précise : « Le mouvement Option Révolutionnaire a toujours combattu la ligne réformiste-aventuriste au sein du Parti […] Il a toujours considéré que le réformisme et l'aventurisme sont deux faces d'une même monnaie ».

### 1984: dissolution du mouvementOption révolutionnaire
En 1983, la majorité des militants de la Commission administrative nationale de l'Union socialiste des forces populaires (USFP-CAN qui deviendra ultérieurement PADS) prennent position contre le bureau politique et s'en séparent. Ce dernier rentrait, selon eux, dans des compromissions contradictoires avec les choix fondamentaux du parti.
Ceci amène Abdelghani Bousta à proposer la dissolution du mouvement Option Révolutionnaire : ainsi un grand nombre de militants rejoignent l'USFP-CAN dont il est le représentant à l'étranger.

### 1989: fondation du Centre marocain pour la coopération et les droits de l'homme
En 1986, il fonde la revue Alwatane (la Nation) qui s'intéresse aux questions de libération, de développement et de socialisme au Maroc et dans le monde arabe.
Le développement des relations de coopération et d'amitié avec le mouvement progressiste international et particulièrement en Europe, le conduit à créer en 1989 avec d'autres camarades le Centre marocain pour la coopération et les droits de l'homme (CMCDH).

### 1993: congrès constitutif du PADS
En 1993 s'est tenu le congrès constitutif du PADS (Parti de l'Avant-garde démocratique socialiste), anciennement USFP-CAN ; les militants en exil y participent par le biais de liaisons téléphoniques.
À cette occasion, Abdelghani Bousta, dans le message qu'il avait exprimé au Congrès du PADS au nom des exilés, rapportait entre autres : « Si les distances géographiques, ainsi que les circonstances que vous connaissez nous séparent aujourd'hui, soyez certains de notre présence parmi vous [...] Nous vivons avec vous cet instant historique et ce tournant essentiel dans la marche victorieuse de notre Parti. Ce tournant confirme l'ancrage de notre parti dans ses choix fondamentaux élaborés, développés et approfondis par des générations successives de militants sincères. [...] Notre peuple a mené un flot ininterrompu de combats et de soulèvements, et consenti des flots de larmes et de sang, pour que triomphent ces mêmes objectifs et aspirations. »
À partir de cette date, il représente le PADS au niveau des relations internationales en tant que membre du bureau national et du Comité central. Il fait connaître les positions de son parti en créant en septembre 1993 le bulletin La lettre du Maroc, organe du PADS à l'étranger. Il participe à un grand nombre de congrès en France, en Espagne, au Portugal… et anime des conférences et colloques sur les droits de l'homme et la situation politique au Maroc.

### 1994: retour d'exil et fondation deDroits pluriels
À la suite de l'amnistie générale de 1994 et après une grande hésitation, il décide de retourner de temps à autre au Maroc, animé par la volonté de contribuer avec ses camarades à l'évolution et la consolidation du Parti aux niveaux idéologique, politique, économique et stratégique.
Il participe régulièrement à différentes réunions du Comité central et avance des propositions concrètes sur le programme d'actions, écrit des articles de fond dans le journal du Parti (Attarik), notamment sur l'histoire critique du mouvement national et de l'UNFP, sur les principes et fondements de la constitution d'un Front démocratique uni.
En octobre 1995, dans une déclaration interne explicite, il présente sa démission du bureau nationale du PADS tout en restant membre du Comité central.

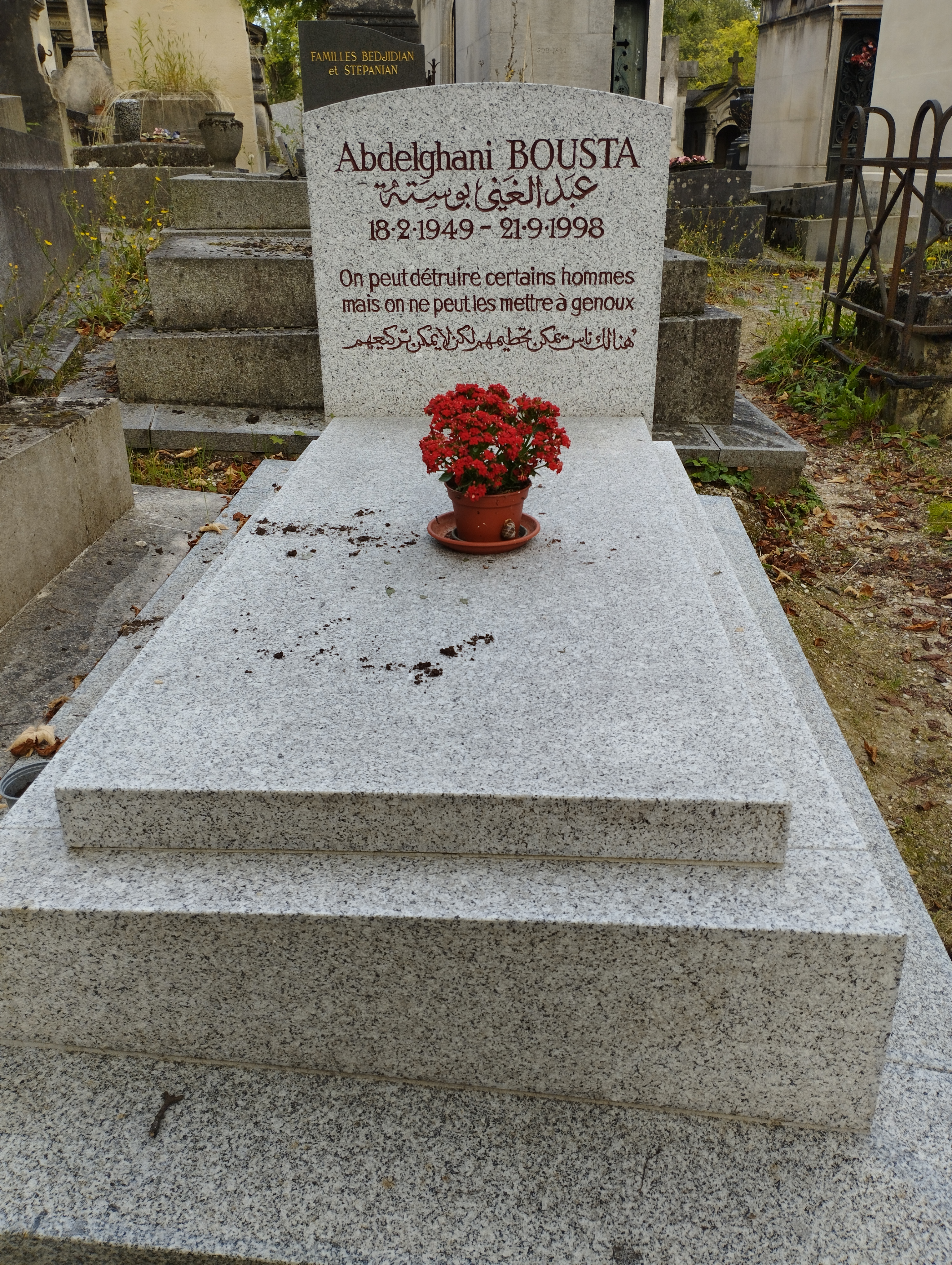
Tombe d'Abdelghani Bousta au cimetière du Père-Lachaise (division 35).

À partir de cette date, son souci premier est de s'engager dans l'écriture de l'histoire politique du Maroc et de l'expérience du mouvement politique marocain et en particulier de l'UNFP. Parallèlement, il s'investit pour regrouper tous les textes et les écrits de Ben Barka aux côtés de sa famille. Il souhaitait, à travers l'analyse politique de Ben Barka, dégager les repères d'analyse de la politique actuelle.
Par ailleurs, fidèle à son engagement, il comptait participer au prochain congrès de son parti, en 1999, par des contributions idéologiques et politiques. En juillet 1996, il fait face à un cancer avancé pour son âge (47 ans), mais que les vicissitudes de l'exil, certaines désillusions et déceptions profondes ont peut-être accéléré.
Malgré cela, pendant plus de deux années, il mit en chantier des écrits inachevés, il assura régulièrement la rédaction, la publication et la diffusion du bulletin Droits pluriels, et participa à des conférences et colloques.
Il meurt le 21 septembre 1998 et fut enterré au cimetière du Père-Lachaise (35e division) à Paris. Il souhaitait entrer dans l'an 2000, avec les nouvelles technologies en créant un site internet sur le Maroc et les droits de l'homme qu'il nomma Maroc-Réalités. L'un des objectifs de ce site était de rassembler tous les écrits des martyrs et démocrates et en premier lieu ceux de Mehdi Ben Barka. Il ne se faisait pas à l'idée qu'aucune voix ne puisse persister pour l'élever contre l'injustice, espérant qu'un jour, l'avenir sera meilleur.

## Articles et interventions notables
- Octobre 1990 - "Table ronde sur les droits de l'homme au Maroc" au Parlement Européen [2]
- Octobre 1993 - Les choix fondamentaux du PADS [3]
- Décembre 1993 - Message au nom des militants du PADS en exil [4]
- Décembre 1993 - "حول مسألة الجبهة الوطنية الديمقراطية - منشورات "الطريق [5]
- Décembre 1993 - "عالمنا الراهن بين هيمنة العدوان و التبعية والاستغلال- منشورات "الطريق  [6]
- 4° trimestre 1995 - Intégrisme ou démocratie au Maroc ? [7]
- 24 Février 1996 - La démocratie dans la pensée et l'action de Ben Barka [8]
- Novembre 1996 - Interview avec le journal Marocain Yassar Addimocratie [9]
- Septembre 1998 - Le gouvernement Youssouffi huit mois après[10]...